# 다카미야촌 (미에현)
다카미야촌(高宮村)은 미에현 아노군에 있던 촌이다. 현재의 쓰시 미사토정 남동부, 나가노강 중류 지역에 해당한다.

## 역사
- 1889년 4월 1일 - 정촌제 시행에 의해 아노군 다카미야촌이 성립하였다.
- 1954년 10월 1일 - 나가노촌, 다쓰미즈촌과 합병해 미사토촌이 성립하여,  동일 가타다촌은 폐지되었다.

## 교통

### 도로
- 이가 가도 (현・국도 제163호선)

## 참고문헌
- 가도카와 일본 지명 대사전 24 三重県